# Гостковские
Гостковские (пол. Gostkowski) — дворянский род.
Пишущиеся из-Витошева. Фамилии этой Якову, Антону, Осипу и Войтеху, по Конституции Сейма 1726 года, возвращены дворянские права и преимущества.
Станислав в 1771 году назначен был Войским Сандецким.